# 许家厅
许家厅位于安徽省黄山市歙县斗山街，与杨家大厅毗邻，已列为黄山市文物保护单位。
许家厅建于清初。正厅三间，辟为私塾，中间供奉孔子像。彩绘、砖雕精美。天井有古桂树。